# 劉十善
劉十善（?—623年），隋末唐初割據勢力之一的劉黑闥之弟。
唐高祖武德五年（622年）三月，劉黑闥派遣劉十善和行台張君立率軍一萬，在鼓城縣（河北省晉州市）襲擊唐幽州總管李藝（羅藝）。三十日，雙方在徐河（今河北保定東北）交戰，劉十善、張君立大敗，損兵八千。十七日，李世民收復邢州（治龍岡，今河北井陘西北）。三月，李藝又攻取劉黑闥佔領的定（治安喜，今河北定州）、樂（治今河北隆堯東）、廉（治今河北藁城）、趙（治平棘，今河北趙縣）四州，俘獲尚書劉希道。洺水縣人李去惑見狀，據城降唐。十月五日，貝州（河北省清河縣）州長許善護跟劉十善在覦縣（山東省夏津縣）會戰，許善護全軍覆沒，觀州刺史劉會以城叛投劉黑闥。十一月二十二日，唐齊王李元吉派軍在魏州（河北省大名縣）擊敗劉十善。武德六年（623年）一月初五至饒州（今河北饒陽），從者僅百餘人，欲入城求食，饒州刺史諸葛德威假意出迎，劉黑闥入城時，諸葛德威送來大量食物，黑闥過度飢餓而放鬆警戒，德威以伏兵突襲，劉黑闥受傷被擒，諸葛德威執黑闥投降唐軍，李建成遂斬殺劉黑闥及弟劉十善等於洛州，首級傳送長安。